# 牛顿三叉曲线
牛顿三叉曲线（Trident of Newton）是有以下方程式的曲線：
{\displaystyle xy+ax^{3}+bx^{2}+cx=d\,}

a = b = c = d = 1的牛顿三叉曲线

牛顿三叉曲线是三次平面曲線，在实射影平面的x = 0, y = 1, z = 0有二個普通雙點，若將方程式用x = x/z及y = 1/z 替換，可以得到
{\displaystyle ax^{3}+bx^{2}z+cxz^{2}+xz=dz^{3},\,}

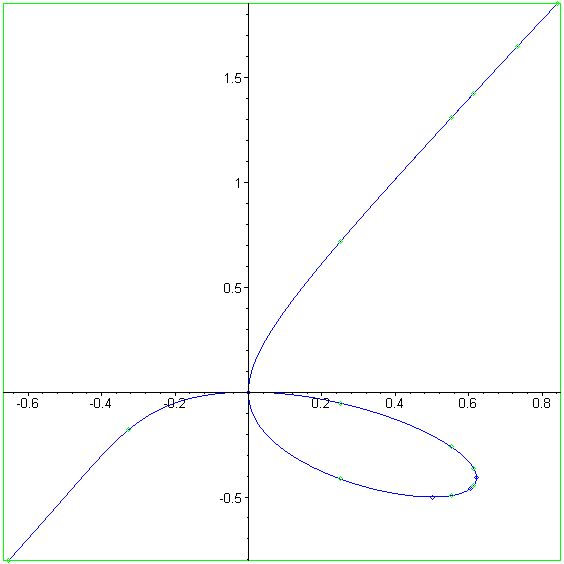
y = ∞，a = b = c = d = 1的牛顿三叉曲线

在原點有一個普通雙點，因此牛顿三叉曲线是虧格為0的代數曲線。

## 外部連結
- 約翰·J·奧康納; 埃德蒙·F·羅伯遜, ,  （英语）